# ザ・レジェンダリー・A&M・セッションズ
『ザ・レジェンダリー・A&M・セッションズ』（The Legendary A&M Sessions）は、アメリカ合衆国のロック・バンドのキャプテン・ビーフハート・アンド・ヒズ・マジック・バンドの5曲入りの12インチEPである。
彼等が1966年にA&Mレコードから発表したデビュー・シングルと2作目のシングルを中心に編集され、1984年に発表された。

## 解説

### 経緯
ドン・ヴリートは1965年の初頭にカリフォルニア州ランカスターで、旧友でR＆Bのギタリストであるアレックス・スノウフェーから一緒にバンドを結成しようと誘われた。その結果、ドン・ヴリート改めドン・ヴァン・ヴリート（ボーカル）、アレックス・スノウフェー改めアレックス・セント・クレア（ギター）、ダグ・ムーン（ギター）、ジェリー・ハンドレー（ベース・ギター）、P. G. ブレイクリー（ドラムス）が集合した。ブレイクリーは演奏技術に問題があったのでヴィック・モーテンセンに交代させられて、ここにキャプテン・ビーフハート・アンド・ヒズ・マジック・バンドが結成された。しかしモーテンセンがベトナム戦争に徴兵されたので、セント・クレアはリチャード・ヘプナー（ギター）を加入させて自分はドラムスを担当した。
彼等は同年4月にロサンゼルスのハリウッド・パラディアムで催された第4回ハリウッド・ティーンエイジ・フェアーに出場して注目を集めて、A&Mレコードと契約を結んた。翌1966年1月、ハリウッドのサンセット・サウンド・レコーダーズでプロデューサーにデヴィッド・ゲイツを迎えて、ボ・ディドリーの1956年のヒット曲「ディディ・ワ・ディディ」を録音して、4月にデビュー・シングルとして発表。さらに同年6月にはゲイツ作の「ムーンチャイルド」を2作目のシングルとして発表した。

### 内容
本作には、デビュー・シングル『ディディ・ワ・ディディ』と2作目のシングル『ムーンチャイルド』からの4曲と、未発表曲「ヒア・アイ・アム・アイ・オールウェイズ・アム」の計5曲が収録された。
シングルB面収録曲の「フー・ドゥー・ユー・シンク・ユア・フーリング」「フライング・パン」と「ヒア・アイ・アム・アイ・オールウェイズ・アム」はヴァン・ヴリート作である。「ヒア・アイ・アム・アイ・オールウェイズ・アム」は『ムーンチャイルド』のB面収録曲として録音されたが、A&Mレコードが「フライング・パン」を選んだので、お蔵入りになった。同曲を録音する直前にヘプナーが脱退したので、 セント・クレアはブレイクリーを再加入させて自分は再びギターを担当した。

## 収録曲

### 12インチEP
| #         | タイトル                                                                          | 作詞・作曲                   | 時間 |
| --------- | --------------------------------------------------------------------------------- | ---------------------------- | ---- |
| 1.        | 「ディディ・ワ・ディディ Diddy Wah Diddy」                                        | Willie Dixon, Ellas McDaniel | 2:28 |
| 2.        | 「フー・ドゥー・ユー・シンク・ユア・フーリング Who Do You Think You're Fooling?」 | Don Van Vliet                | 2:10 |
| 合計時間: | 合計時間:                                                                         | 合計時間:                    | 4:38 |

| #         | タイトル                                                               | 作詞・作曲  | 時間 |
| --------- | ---------------------------------------------------------------------- | ----------- | ---- |
| 1.        | 「ムーンチャイルド Moonchild」                                         | David Gates | 2:30 |
| 2.        | 「フライング・パン Frying Pan」                                        | Van Vliet   | 2:05 |
| 3.        | 「ヒア・アイ・アム・アイ・オールウェイズ・アム Here I Am I Always Am」 | Van Vliet   | 2:33 |
| 合計時間: | 合計時間:                                                              | 合計時間:   | 7:08 |

### CD
| #         | タイトル                                                                          | 作詞・作曲                   | 時間  |
| --------- | --------------------------------------------------------------------------------- | ---------------------------- | ----- |
| 1.        | 「ディディ・ワ・ディディ Diddy Wah Diddy」                                        | Willie Dixon, Ellas McDaniel | 2:28  |
| 2.        | 「フー・ドゥー・ユー・シンク・ユア・フーリング Who Do You Think You're Fooling?」 | Don Van Vliet                | 2:10  |
| 3.        | 「ムーンチャイルド Moonchild」                                                    | David Gates                  | 2:30  |
| 4.        | 「フライング・パン Frying Pan」                                                   | Van Vliet                    | 2:05  |
| 5.        | 「ヒア・アイ・アム・アイ・オールウエイズ・アム Here I Am I Always Am」            | Van Vliet                    | 2:33  |
| 合計時間: | 合計時間:                                                                         | 合計時間:                    | 11:46 |

## 参加ミュージシャン
※番号はCDのトラック・ナンバーを示す。
- ドン・ヴァン・ヴリート　Don Van Vliet – ヴォーカル、ハーモニカ
- ダグ・ムーン　Doug Moon – ギター
- リチャード・ヘプナー　Richard Hepner – ギター
- ジェリー・ハンドレー　Jerry Handley – ベース・ギター
- アレックス・セント・クレア　Alex St. Clair – ドラムス (1-4)
- P. G. ブレイクリー　P. G. Blakely – ドラムス (5)